# Ivolginsk
Ivolginsk (in russo Иволгинск?, in buriato Эбилгэ; fino al 1940 si chiamava Mangazaj, Мангазай) è un villaggio della Russia asiatica, in Siberia Orientale. È situato nella Repubblica autonoma della Burazia e appartiene al rajon Ivolginskij del quale è il centro amministrativo.
Il villaggio si trova al centro di una valle, 27 km a sud-ovest di Ulan-Ude, lungo il «tratto Kjachtinskij» (Ulan-Udė—Kjachta) della strada A340.